# Hermine Breier
Hermine Breier (1867 in Wien – 15. November 1917 ebenda) war eine österreichische Theaterschauspielerin.

## Leben
Hermine Breier, die Tochter des bekannten Romanschriftstellers Eduard Breier, betrat, kaum 16 Jahre alt, die Bühne des Wiener Stadttheaters, nachdem sie bereits als 15-jähriges Mädchen als „Louise“ am Königlichen Schauspielhause in Berlin aufgetreten war, und sich der besonderen Anerkennung erfreut hatte.
Sie debütierte als „Melitta“ in Sappho, und sowohl in dieser Rolle, wie in der folgenden („Waise aus Lowood“), fand sie allgemeinen Beifall. Nach zweijährigem Engagement kam sie ans Stadttheater in Brünn, von dort nach Düsseldorf und Budapest, von wo sie zu einem Gastspiel ans Dresdner Hoftheater eingeladen wurde.
Sie trat als „Waise aus Lowood“, „Königin“ in Don Carlos und „Louise“ in Kabale und Liebe auf, und gefiel derartig, dass man ihr sofort einen mehrjährigen Vertrag bot. So lange sie an diesem Kunstinstitute gewirkt hatte, bewährte sie sich als vortreffliche, tragische Liebhaberin. Sie hatte oft packende, dramatische Momente, und die glockenhafte Innerlichkeit ihres schönen Organs übt[e] zuweilen eine gewaltige Wirkung aus.
Nach ihrem Scheiden aus dem Verband des Dresdner Hoftheaters war sie in Zürich 1893, Basel 1894, St. Gallen 1895, Krefeld 1896, Straßburg von 1897 bis 1899 engagiert. Die Künstlerin wohnte wenigstens bis 1902 in Wien.